# Litauische Leichtathletik-Meisterschaften 2020
Die Litauischen Leichtathletik-Meisterschaften wurden vom 7. bis 8. August 2020 im Palangos Stadionas in der Hafenstadt Palanga ausgetragen.

## Medaillengewinner

### Männer
| Disziplin         | Gold                                                                 | Leistung        | Silber                                                                         | Leistung        | Bronze                                                                               | Leistung       |
| ----------------- | -------------------------------------------------------------------- | --------------- | ------------------------------------------------------------------------------ | --------------- | ------------------------------------------------------------------------------------ | -------------- |
| 100 m             | Gediminas Truskauskas                                                | 10,37 s NL      | Ugnius Savickas                                                                | 10,60 s SB      | Giedrius Rupeika                                                                     | 10,76 s SB     |
| 200 m             | Gediminas Truskauskas                                                | 20,83 s NL      | Ugnius Savickas                                                                | 21,30 s PB      | Daniel Golovacki                                                                     | 22,02 s PB     |
| 400 m             | Benediktas Mickus                                                    | 47,88 s NL      | Darius Krizanovskij                                                            | 48,48 s PB      | Daniel Golovacki                                                                     | 48,85          |
| 800 m             | Benediktas Mickus                                                    | 1:50,99 min NL  | Arnas Gabrėnas                                                                 | 1:53,76 min     | Justinas Laurinaitis                                                                 | 1:53,90 min PB |
| 1500 m            | Simas Bertašius                                                      | 3:40,34 min NL  | Giedrius Valinčius                                                             | 3:51,57 min PB  | Lukas Tarasevičius                                                                   | 3:53,94        |
| 5000 m            | Simas Bertašius                                                      | 14:21,65 min NL | Ignas Brasevičius                                                              | 14:49,41 min PB | Egidijus Adomkaitis                                                                  | 14:54,84 min   |
| 10.000 m          | Ignas Brasevičius                                                    | 29:53,81 min NL | Modestas Dirsė                                                                 | 33:03,47 min    | Dominykas Pacauskas                                                                  | 33:08,23 min   |
| 110 m Hürden      | Rapolas Saulius                                                      | 13,99 s NL      | Rokas Ickys                                                                    | 14,32 s PB      | Domas Gailevičius                                                                    | 15,05 s        |
| 400 m Hürden      | Artūras Janauskas                                                    | 53,56 s         | Ignas Dailidėnas                                                               | 60,60 s         | Lukas Janiulis                                                                       | 62,47 s        |
| 3000 m Hindernis  | Giedrius Valinčius                                                   | 9:32,44 min     | Jonas Beleška                                                                  | 9:47,69 min     | Darius Petkevičius                                                                   | 10:02,34 min   |
| 4 × 100 m Staffel | COSMA Giedrius Rupeika Rapolas Saulius Rokas Silkinis Danas Sodaitis | 41,61 s         | Žvaigždė Gabrielus Bžeskis Domantas Dobrega Einius Trumpa Kristupas Seikauskas | 41,68 s         | Midlongas Olegas Ivanikovas Valerijus Bakhovkin Dariuš Križanovskij Nojus Budavičius | 43,90 s        |
| Hochsprung        | Adrijus Glebauskas                                                   | 2,25 m NL       | Dainius Pazdrazdis                                                             | 2,15 m PB       | Augustas Bukauskas                                                                   | 2,10 m         |
| Stabhochsprung    | Osvaldas Gedrimas                                                    | 4,90 m NL       | Lukas Kolpakovas                                                               | 4,40 m          | Danielus Adamavičius                                                                 | 3,80 m         |
| Weitsprung        | Tomas Lotužis                                                        | 7,38 m NL       | Airidas Zabaras                                                                | 7,16 m          | Laurynas Vičas                                                                       | 7,10 m PB      |
| Dreisprung        | Paulius Svarauskas                                                   | 15,35 m NL      | Tomas Lotužis                                                                  | 15,21 m PB      | Gustas Griška                                                                        | 14,83 m PB     |
| Kugelstoßen       | Šarūnas Banevičius                                                   | 17,87 m NL      | Karolis Maisuradzė                                                             | 16,45 m SB      | Augustas Inda                                                                        | 15,87 m PB     |
| Diskuswurf        | Andrius Gudžius                                                      | 68,16 m         | Aleksas Abromavičius                                                           | 60,39 m         | Domantas Poška                                                                       | 56,57 m        |
| Speerwurf         | Edis Matusevičius                                                    | 81,38 m NL      | Skirmantas Šimoliūnas                                                          | 68,84 m SB      | Tomas Sabašinskas                                                                    | 65,33 m PB     |

### Frauen
| Disziplin         | Gold                                                                          | Leistung        | Silber                                                                                 | Leistung        | Bronze                                                                                 | Leistung        |
| ----------------- | ----------------------------------------------------------------------------- | --------------- | -------------------------------------------------------------------------------------- | --------------- | -------------------------------------------------------------------------------------- | --------------- |
| 100 m             | Karolina Deliautaitė                                                          | 11,68 s NL      | Andrė Ožechauskaitė                                                                    | 11,71 s =NU18R  | Akvilė Andriukaitytė                                                                   | 11,71 s         |
| 200 m             | Agnė Šerkšnienė                                                               | 23,43 s NL      | Akvilė Andriukaitytė                                                                   | 23,87 s SB      | Eva Misiūnaitė                                                                         | 24,20 s SB      |
| 400 m             | Agnė Šerkšnienė                                                               | 52,29 s NL      | Modesta Justė Morauskaitė                                                              | 53,58 s         | Eva Misiūnaitė                                                                         | 54,12 s SB      |
| 800 m             | Gabija Galvydytė                                                              | 2:11,12 min NL  | Augustė Žikaitė                                                                        | 2:15,95 min     | Eglė Vaitulevičiūtė                                                                    | 2:17,35 min     |
| 1500 m            | Eglė Morenaitė                                                                | 4:32,16 min SB  | Viktorija Varnagirytė                                                                  | 4:32,99 min PB  | Vytautė Pabiržytė-Budavičienė                                                          | 4:34,88 min SB  |
| 5000 m            | Vaida Žūsinaitė-Nekriošienė                                                   | 16:30,43 min NL | Viktorija Varnagirytė                                                                  | 17:08,71 min PB | Lina Kiriliuk                                                                          | 17:15,63 min PB |
| 10.000 m          | Vaida Žūsinaitė-Nekriošienė                                                   | 34:40,86 min NL | Loreta Kančytė                                                                         | 35:59,09 min PB |                                                                                        |                 |
| 100 m Hürden      | Gabrielė Čeponytė                                                             | 14,00 s         | Gabija Klimukaitė                                                                      | 14,44 s         | Aurėja Vaičekauskaitė                                                                  | 15,40 s         |
| 400 m Hürden      | Modesta Justė Morauskaitė                                                     | 57,67 s NL      | Kamilė Gargasaitė                                                                      | 62,58 s SB      | Karolina Zeleniūtė                                                                     | 63,30 s PB      |
| 3000 m Hindernis  | Greta Karinauskaitė                                                           | 10:42,24 min NL | Auksė Linkutė                                                                          | 11:02,85 min    | Meda Repšytė                                                                           | 11:30,40 min    |
| 4 × 100 m Staffel | Be1 Aistė Unskinaitė Karolina Deliautaitė Aistė Staurylaitė Silvija Baubonytė | 47,52 s         | Ariogalos tauras Augustė Žikaitė Roberta Žikaitė Jogailė Petrokaitė Urtė Kščenavičiūtė | 48,30 s         | Midlongas Lukrecija Sabaitytė Kornelija Okunevič Juana Beganskaitė Gunda Jakimavičiūtė | 48,70 s         |
| Hochsprung        | Urtė Baikštytė                                                                | 1,78 m =NL      | Satera Balčaitytė                                                                      | 1,75 m          | Gintarė Tirevičiūtė                                                                    | 1,70 m SB       |
| Stabhochsprung    | Rugilė Miklyčiūtė                                                             | 3,45 m          | Neringa Skipskytė                                                                      | 3,10 m          | Karolina Jasaitė                                                                       | 3,00 m          |
| Weitsprung        | Jogailė Petrokaitė                                                            | 6,44 m NL       | Luka Garšvaitė                                                                         | 6,35 m PB       | Simona Bukovskė                                                                        | 5,79 m          |
| Dreisprung        | Dovilė Kilty                                                                  | 14,18 m NL      | Diana Zagainova                                                                        | 13,61 m SB      | Vaida Padimanskaitė                                                                    | 13,58 m PB      |
| Kugelstoßen       | Ieva Zarankaitė                                                               | 16,80 m NL      | Agnė Jonkutė                                                                           | 14,22 m SB      | Urtė Bačianskaitė                                                                      | 14,20 m         |
| Diskuswurf        | Ieva Zarankaitė                                                               | 60,99 m         | Zinaida Sendriūtė                                                                      | 56,48 m SB      | Agnė Jonkutė                                                                           | 48,81 m         |
| Speerwurf         | Liveta Jasiūnaitė                                                             | 60,27 m NL      | Indrė Jakubaitytė                                                                      | 53,18 m         | Kamilė Kunickaitė                                                                      | 45,45 m SB      |